# Gefangenenlager Voves

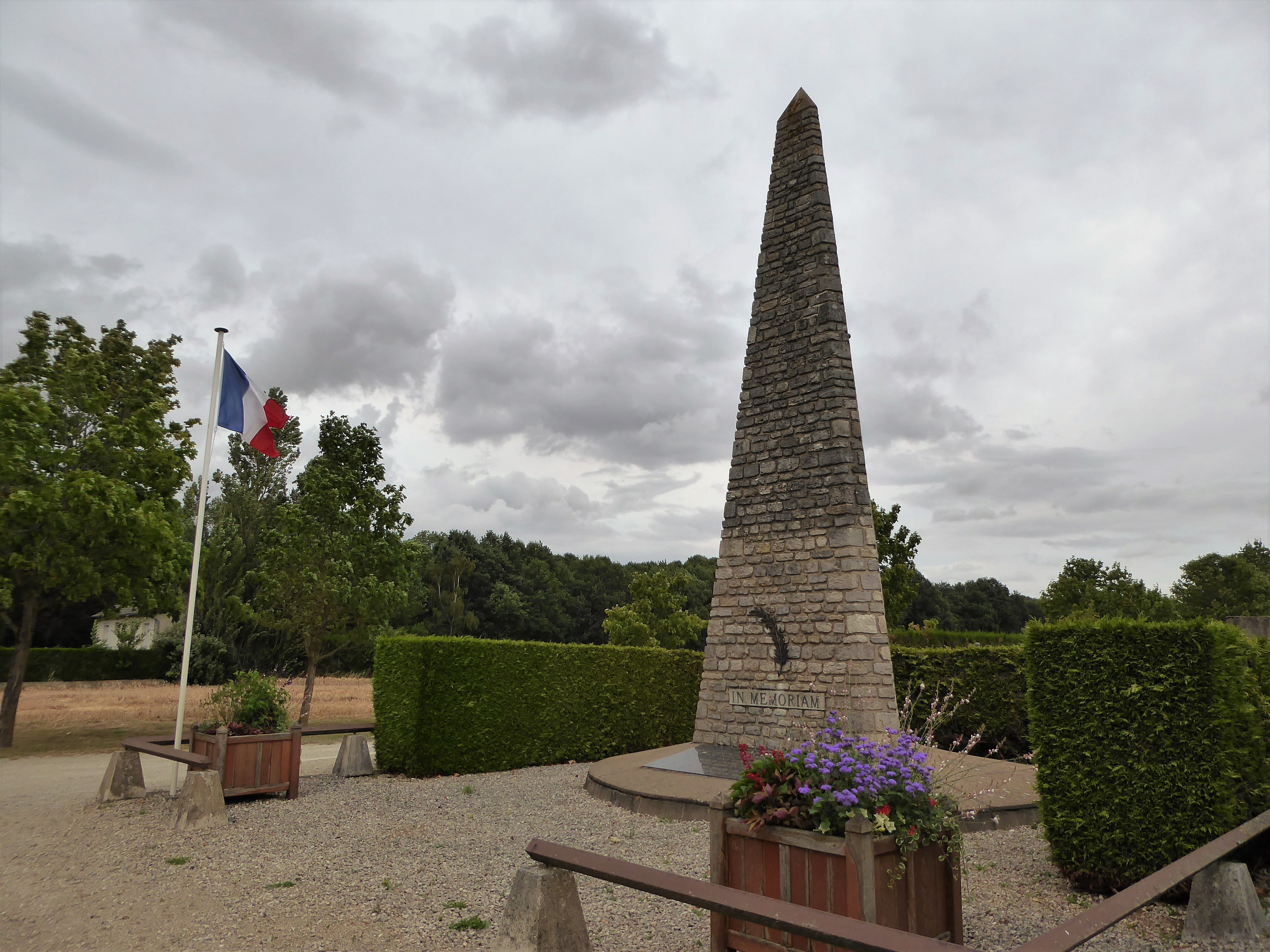
Gedenkstätte zum Lager Voves

Das Lager Voves (frz. camp de Voves) bei Chartres (Département Eure-et-Loir, Frankreich) war zeitweise ein französisches Internierungslager (auch: Centre de séjour surveillé de Voves), das vom 5. Januar 1942 bis zum 9. Mai 1944 benutzt wurde.

## Geschichte
Das Internierungslager entstand aus dem Frontstalag Nr. 202, nachdem dieses vom deutschen Militär nicht mehr benötigt wurde.  Die namensgebende Gemeinde Voves liegt 22 km südöstlich von Chartres und 50 km von Orléans entfernt. Die französischen Behörden suchten zu dieser Zeit eine Möglichkeit, das Lager von Aincourt (Val-d’Oise) zu verlegen, wo seit Oktober 1940 aktive Kommunisten aus Paris gefangen gehalten wurden. Zusätzlich wurden Gefangene aus Rouillé (Vienne), Écrouves (Meurthe-et-Moselle),  Gaillon (Eure), Châteaubriant und Pithiviers hierher transportiert.
Als es am 5./6. Mai 1944 zu einer Flucht von 42 Gefangenen durch einen Tunnel kam, übernahm die Schutzstaffel (SS) die Leitung des Lagers. Es folgte der Transport der übrigen 406 Gefangenen durch die SS über Compiègne (KZ Royallieu) ins KZ Neuengamme. Nur wenige Überlebende kamen nach dem Krieg zurück.

## Nach 1944
Nach der Befreiung Frankreichs wurde hier ein amerikanisches Kriegsgefangenenlager für deutsche Soldaten eingerichtet. Das Lager mit der Bezeichnung PG 502 bestand von September 1944 bis April 1947.

## Gedenkort
Von einem Comité du souvenir wird das Lager heute als Ort der Erinnerung bewahrt. Es gibt eine Baracke, ein Denkmal, einen historischen Eisenbahnwaggon und ein Arboretum. Jedes Jahr im Mai wird am Ort des ehemaligen Lagers eine Zeremonie zur Erinnerung gehalten.